# Saint-Privat-des-Vieux
Saint-Privat-des-Vieux is een gemeente in het Franse departement Gard (regio Occitanie). De plaats maakt deel uit van het arrondissement Alès. Saint-Privat-des-Vieux telde op 1 januari 2022 5.592 inwoners.

## Geografie
De oppervlakte van Saint-Privat-des-Vieux bedroeg op 1 januari 2022 15,8 vierkante kilometer; de bevolkingsdichtheid was toen 353,9 inwoners per km².

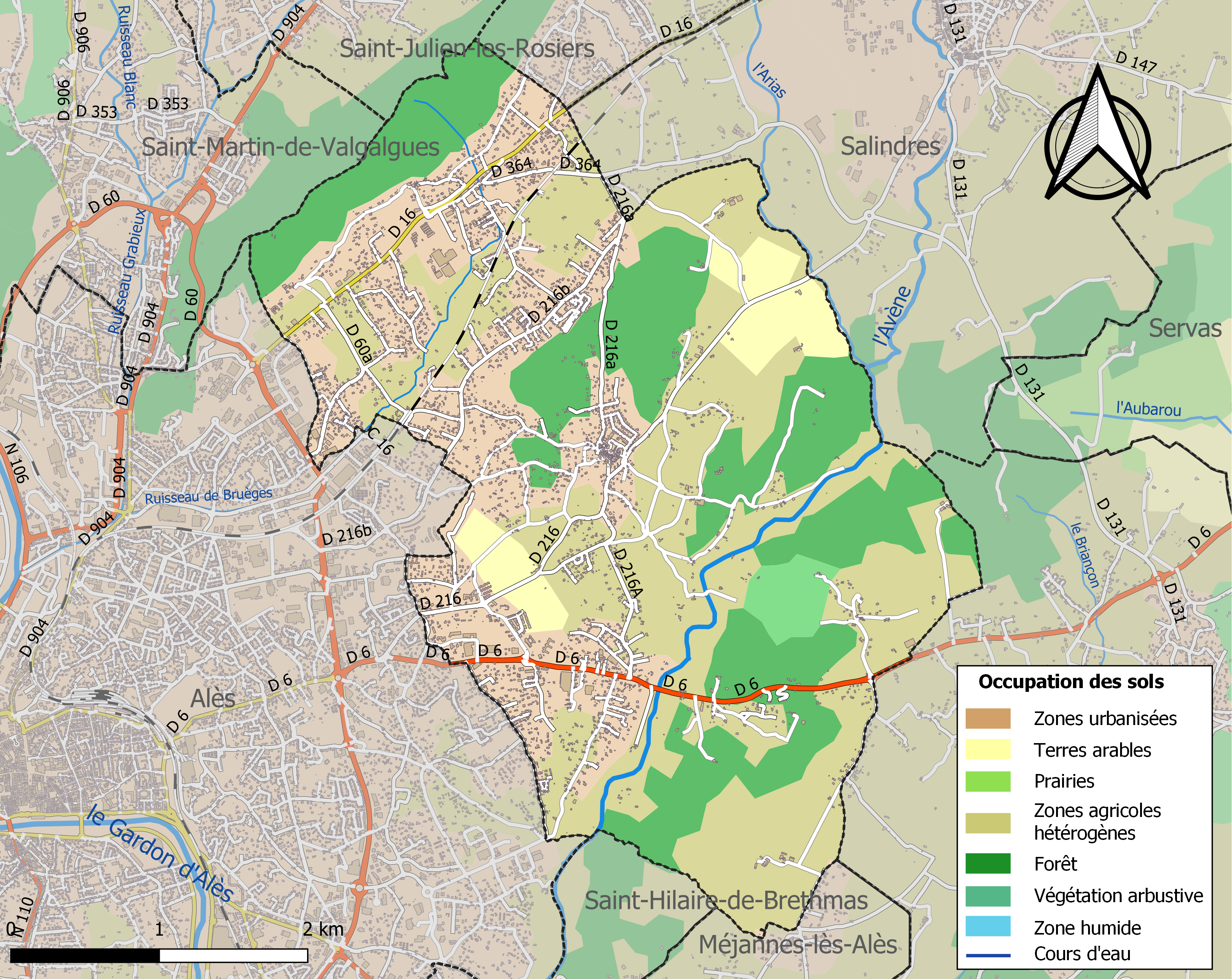
Kaart van de gemeente met belangrijkste infrastructuur, bodemgebruik en omliggende gemeenten

## Demografie
Onderstaande figuur toont het verloop van het inwonertal (bron: INSEE-tellingen).